# 大真鶴健司
大真鶴 健司（だいまなづる けんじ、1977年1月16日 - ）は、奈良県吉野郡川上村出身で朝日山部屋に所属した元大相撲力士。本名は大前 健司（おおまえ けんじ）。身長188cm、体重171kg。最高位は西前頭16枚目（2006年7月場所）。得意手は右四つ、寄り、血液型はO型。

## 人物
幼稚園時代には大きな鳥モモ肉のローストを3本食べるなどして後に大相撲で活躍する体を作った。1992年5月場所初土俵。出世は決して早くはなかったが着実に番付を上げて行き、1997年11月場所には幕下に昇進した。右四つが得意で、その頃から将来を嘱望される様になったが、引いて押し出される相撲が多く幕下上位で苦労した。その間2001年11月場所には幕下優勝を果し十両を狙える地位まで昇進したが、一度は跳ね返された。しかし、2003年11月場所に再び幕下優勝。西幕下16枚目だったが関取定員増加の恩恵を受けて翌2004年1月場所に十両に昇進した。この場所の新十両には大真鶴のほかに後に横綱に昇進する白鵬もいた。
2場所で幕下に陥落したが2005年1月場所に十両に復帰すると十両に定着。西十両筆頭に上がった2006年5月場所で8勝7敗と4場所連続の勝ち越しを決め、7月場所では初土俵からの所要85場所での、史上6位タイのスロー出世での新入幕を果たした。しかし、幕内のレベルの高さに苦労し、2勝13敗で終わり、1場所で陥落となった。その後は十両に在位していたが、2007年9月場所で左眼窩底骨折のため途中休場し、11月場所では幕下に陥落した。関取在位あと1場所で既存部屋継承限定の年寄襲名資格（通算20場所）を得られるだけに、奮起が期待されていた。
幕下陥落後も不調が続いていたが、2008年7月場所で6勝1敗の好成績を挙げ8人による優勝決定戦に進出。2回戦で山本山に敗れ優勝は逃したものの、9月場所では幕下上位に番付を戻したこともあった。
その後、けがなどの影響で関取復帰を果たせず、2010年1月場所限りで引退した。

## 主な成績
- 通算成績：443勝436敗15休 勝率.504
- 幕内成績：2勝13敗 勝率.133
- 十両成績：122勝137敗11休 勝率.471
- 現役在位：107場所
- 幕内在位：1場所
- 十両在位：18場所
- 各段優勝
  - 幕下優勝：2回（2001年11月場所、2003年11月場所）

### 場所別成績
| | 一月場所 初場所（東京） | 三月場所 春場所（大阪） | 五月場所 夏場所（東京） | 七月場所 名古屋場所（愛知） | 九月場所 秋場所（東京） | 十一月場所 九州場所（福岡） |
| --- | ----------------------- | ----------------------- | ----------------------- | --------------------------- | ----------------------- | --------------------------- |
| 1992年 （平成4年） | x                       | x                       | （前相撲）              | 西序ノ口60枚目 4–3          | 西序ノ口15枚目 2–5      | 西序ノ口28枚目 3–4          |
| 1993年 （平成5年） | 東序ノ口27枚目 1–6      | 東序ノ口36枚目 3–4      | 西序二段180枚目 5–2     | 西序二段126枚目 2–5         | 東序二段156枚目 2–5     | 西序ノ口4枚目 5–2           |
| 1994年 （平成6年） | 東序二段133枚目 4–3     | 西序二段104枚目 2–5     | 東序二段136枚目 4–3     | 東序二段111枚目 4–3         | 西序二段82枚目 4–3      | 西序二段57枚目 6–1          |
| 1995年 （平成7年） | 東三段目95枚目 3–4      | 東序二段15枚目 3–4      | 西序二段32枚目 5–2      | 西三段目90枚目 4–3          | 東三段目76枚目 3–4      | 東三段目91枚目 3–4          |
| 1996年 （平成8年） | 東序二段13枚目 5–2      | 東三段目77枚目 4–3      | 東三段目57枚目 3–4      | 西三段目73枚目 4–3          | 西三段目54枚目 5–2      | 西三段目24枚目 4–3          |
| 1997年 （平成9年） | 西三段目11枚目 2–5      | 東三段目37枚目 3–4      | 東三段目57枚目 5–2      | 東三段目23枚目 4–3          | 西三段目10枚目 6–1      | 西幕下37枚目 3–4            |
| 1998年 （平成10年） | 東幕下49枚目 4–3        | 西幕下37枚目 4–3        | 西幕下28枚目 4–3        | 西幕下23枚目 3–4            | 東幕下31枚目 5–2        | 東幕下18枚目 5–2            |
| 1999年 （平成11年） | 東幕下8枚目 2–5         | 東幕下19枚目 4–3        | 東幕下14枚目 3–4        | 西幕下19枚目 3–4            | 東幕下24枚目 2–5        | 東幕下37枚目 4–3            |
| 2000年 （平成12年） | 東幕下32枚目 3–4        | 西幕下41枚目 3–4        | 西幕下51枚目 5–2        | 西幕下36枚目 5–2            | 西幕下23枚目 5–2        | 東幕下10枚目 4–3            |
| 2001年 （平成13年） | 西幕下7枚目 4–3         | 東幕下5枚目 2–5         | 東幕下16枚目 5–2        | 東幕下11枚目 2–5            | 西幕下25枚目 3–4        | 東幕下35枚目 優勝 7–0       |
| 2002年 （平成14年） | 西幕下2枚目 2–5         | 西幕下11枚目 3–4        | 東幕下14枚目 2–5        | 西幕下26枚目 6–1            | 東幕下10枚目 2–1–4      | 西幕下20枚目 3–4            |
| 2003年 （平成15年） | 東幕下28枚目 5–2        | 東幕下15枚目 5–2        | 西幕下8枚目 3–4         | 西幕下13枚目 4–3            | 西幕下9枚目 3–4         | 西幕下16枚目 優勝 7–0       |
| 2004年 （平成16年） | 西十両10枚目 6–9        | 東十両13枚目 5–10       | 西幕下3枚目 2–5         | 東幕下12枚目 4–3            | 東幕下9枚目 6–1         | 西幕下2枚目 4–3             |
| 2005年 （平成17年） | 西十両14枚目 8–7        | 東十両12枚目 6–9        | 東十両13枚目 8–7        | 西十両7枚目 8–7             | 西十両5枚目 6–9         | 西十両8枚目 9–6             |
| 2006年 （平成18年） | 東十両4枚目 8–7         | 西十両2枚目 8–7         | 西十両筆頭 8–7          | 西前頭16枚目 2–13           | 西十両9枚目 8–7         | 西十両8枚目 4–11            |
| 2007年 （平成19年） | 西十両14枚目 8–7        | 東十両12枚目 8–7        | 西十両9枚目 8–7         | 東十両6枚目 6–9             | 西十両8枚目 0–4–11      | 西幕下8枚目 2–5             |
| 2008年 （平成20年） | 西幕下19枚目 3–4        | 西幕下26枚目 4–3        | 東幕下19枚目 3–4        | 西幕下26枚目 6–1            | 西幕下9枚目 3–4         | 東幕下13枚目 2–5            |
| 2009年 （平成21年） | 東幕下31枚目 4–3        | 東幕下24枚目 3–4        | 東幕下33枚目 4–3        | 東幕下27枚目 3–4            | 西幕下34枚目 3–4        | 西幕下44枚目 3–4            |
| 2010年 （平成22年） | 西幕下54枚目 引退 4–3–0 | x                       | x                       | x                           | x                       | x                           |
| 各欄の数字は、「勝ち-負け-休場」を示す。 優勝 引退 休場 十両 幕下 三賞：敢=敢闘賞、殊=殊勲賞、技=技能賞 その他：★=金星 番付階級：幕内 - 十両 - 幕下 - 三段目 - 序二段 - 序ノ口 幕内序列：横綱 - 大関 - 関脇 - 小結 - 前頭（「#数字」は各位内の序列） |                         |                         |                         |                             |                         |                             |

### 幕内対戦成績
| 力士名   | 勝数 | 負数 | 力士名 | 勝数 | 負数 | 力士名 | 勝数 | 負数 | 力士名 | 勝数 | 負数 |
| -------- | ---- | ---- | ------ | ---- | ---- | ------ | ---- | ---- | ------ | ---- | ---- |
| 北桜     | 0    | 1    | 十文字 | 0    | 1    | 豪風   | 0    | 1    | 玉春日 | 0    | 1    |
| 土佐ノ海 | 0    | 1    | 栃乃洋 | 0    | 1    | 栃乃花 | 0    | 1    | 豊桜   | 0    | 1    |
| 豊ノ島   | 0    | 1    | 武雄山 | 1    | 0    | 豊真将 | 0    | 1    |        |      |      |

## 改名歴
- 大前 健司（おおまえ けんじ）1992年3月場所-1994年9月場所
- 二瀬若 健司（ふたせわか －）1994年11月場所-1999年11月場所
- 大真鶴 健司（だいまなづる －）2000年1月場所-2010年1月場所

## その他
- 故郷の川上村は過疎化が進んだ村で、山林が90%という。そのため、「川上村の星」などとも呼ばれている。準ご当所の春場所には川上村から応援団が来ることもあった。
- 「大真鶴」の四股名は、部屋の大先輩にして同郷である真鶴と現師匠の現役時の四股名である大受から取られている。